# Campionat del Món de motocròs 1967
La temporada de 1967 del Campionat del Món de motocròs fou l'11a edició d'aquest campionat, organitzat per la FIM. El calendari oficial constava de 12 Grans Premis, celebrats entre el 16 d'abril i el 20 d'agost.

## Sistema de puntuació
Barem de puntuació de 1952 a 1969:
| Posició | 1 | 2 | 3 | 4 | 5 | 6 |
| Punts   | 8 | 6 | 4 | 3 | 2 | 1 |

| Resultats que computen                         |
| 1/2 + 1 dels GP (cal acabar-hi les 2 mànegues) |

## 500 cc

### Classificació final
| Posició | Pilot               | Motocicleta | Punts |
| ------- | ------------------- | ----------- | ----- |
| 1       | Paul Friedrichs     | ČZ          |       |
| 2       | Jeff Smith          | BSA         | 35    |
| 3       | Dave Bickers        | ČZ          | ?     |
| 4       | Vlastimil Valek     | Jawa        | 26    |
| 5       | Roger De Coster     | ČZ          | ?     |
| 6       | Gunnar Draougs      | ČZ          | ?     |
| 7       | Christer Hammargren | Husqvarna   | ?     |
| 8       | Vladimir Pogrebnyak | ČZ          | ?     |
| 9       | Bill Nilsson        | Husqvarna   | ?     |
| 10      | Vic Eastwood        | BSA         | ?     |

## 250 cc

### Classificació final
| Posició | Pilot              | Motocicleta | Punts          |
| ------- | ------------------ | ----------- | -------------- |
| 1       | Torsten Hallman    | Husqvarna   | 52 net/58 brut |
| 2       | Joël Robert        | ČZ          | 50 net/52 brut |
| 3       | Olle Pettersson    | Husqvarna   | 44 net/54 brut |
| 4       | Víktor Arbékov     | ČZ          | 25 net/25 brut |
| 5       | Jyrki Storm        | Husqvarna   | 20 net/20 brut |
| 6       | Håkan Andersson    | Husqvarna   | 13 net/13 brut |
| 7       | Leonid Shinkarenko | ČZ          | 10             |
| 8       | Zdenek Strnad      | ČZ          | 5              |
| 9       | Paul Friedrichs    | ČZ          | 4              |
| 10      | Guennadi Moisséiev | ČZ          | 4              |
| 11      | Jacky Wiertz       | Bultaco     | 4              |

## Resum: Podi final 1967
|           | 500 cc          | 500 cc | 250 cc          | 250 cc    |
| Campió    | Paul Friedrichs | ČZ     | Torsten Hallman | Husqvarna |
| Subcampió | Jeff Smith      | BSA    | Joël Robert     | ČZ        |
| Tercer    | Dave Bickers    | ČZ     | Olle Pettersson | Husqvarna |